# San Carlos Yautepec
San Carlos Yautepec är en kommun i Mexiko.   Den ligger i delstaten Oaxaca, i den sydöstra delen av landet, 500 km sydost om huvudstaden Mexico City.
Följande samhällen finns i San Carlos Yautepec:
- Santiago Lachivía
- San Matías Petacaltepec
- San Pedro Leapi
- San Miguel Chongos
- Asunción Lachixonase
- Santa Catarina Jamixtepec
- San Lucas Ixcotepec
- Santiago Vargas